# Rosyjski Związek Łotwy
Rosyjski Związek Łotwy (łot. Latvijas Krievu savienība, LKS; ros. Русский союз Латвии, РуCоЛ – do 2014 O Prawa Człowieka w Zjednoczonej Łotwie (łot. Par cilvēka tiesībām vienotā Latvijā, PCTVL, ros. За права человека в единой Латвии, ЗаПЧЕЛ) – łotewska partia polityczna reprezentująca interesy mieszkających na Łotwie Rosjan i innych mniejszości rosyjskojęzycznych.
Symbolem partii do 2014 były pszczoły (ze względu na skrót jej rosyjskojęzycznej nazwy: ЗаПЧЕЛ, Zapczeł od rosyjskiego: пчела). Partia jest częścią założonej w 2005 Federacji Partii Rosjan w Unii Europejskiej, która skupia organizacje mniejszości rosyjskiej działające na terenie UE.
Ugrupowaniem kierują kolegialnie Tatjana Ždanoka, Jakovs Pliners i Miroslavs Mitrofanovs. W skład frakcji parlamentarnej PCTVL wchodzili w 2010 Walerij Buchwałow, Władimir Buzajew, Miroslavs Mitrofanovs, Jakovs Pliners (przewodniczący) i Jurij Sokołowski.

## Historia
PCTVL powstała w 1998 jako koalicja trzech rosyjskojęzycznych partii lewicowych: Partii Zgody Narodowej (TSP), Równouprawnienia i Łotewskiej Partii Socjalistycznej (LSP). W wyborach 1998 zdobyła 16 miejsc w Sejmie Republiki Łotewskiej, pozostając w opozycji do rządów centroprawicy. Cztery lata później zanotowała drugi wynik w skali kraju (po prawicowej Nowej Erze), otrzymując w parlamencie 25 mandatów (w tym 5 dla LSP).
W 2003 doszło do rozłamu w koalicji, w wyniku którego opuściła ją TSP. Rok później odłączyła się Łotewska Partia Socjalistyczna. Mimo rozpadu partii O Prawa Człowieka w Zjednoczonej Łotwie udało się zdobyć 10,66% głosów w wyborach do Parlamentu Europejskiego w 2004, co przełożyło się na mandat dla Tatjany Ždanoki, który wywalczyła również w wyborach 2009 (9,66% głosów). W Parlamencie Europejskim partia związana jest z frakcją zielonych i regionalistów.
W wyborach krajowych z października 2006 partia zdobyła 6 miejsc w Sejmie, kontynuując działalność jako siła opozycyjna wobec rządów partii łotewskich. W wyborach do Sejmu X kadencji w 2010 uzyskała 1,43% głosów i nie przekroczyła bariery uprawniającej do udziału w podziale mandatów. Nie otrzymuje zatem dotacji z budżetu państwa. Lider ugrupowania Tatjana Ždanoka, która była kandydatem PCTVL na premiera kraju, zapowiedziała, że partia będzie od tego czasu pracować jako organizacja ochrony praw człowieka oraz think-tank. W wyborach w 2011 na PCTVL padło w skali kraju 0,78% głosów.
Ugrupowanie przez długi czas było obecne w strukturach samorządowych. W wyborach lokalnych w 2001 zdobyło 13 miejsc w radzie miejskiej Rygi, wchodząc w skład koalicji rządzącej. Siergiej Dołgopołow objął wówczas stanowisko wiceburmistrza miasta. W 2005 sojusz zanotował gorszy wynik, otrzymując 9 miejsc w radzie, a cztery lata później ugrupowanie nie przekroczyło progu wyborczego uprawniającego do udziału w podziale mandatów. Klęskę poniosło również w innych miastach na terenie Łotwy, z większych ośrodków mandaty zyskując jedynie w Jełgawie.
W 2014 nazwę partii zmieniono na Rosyjski Związek Łotwy. Ugrupowanie reprezentuje radykalne poglądy: opowiada się przeciwko uznaniu okupacji Łotwy w 1940 roku, za wprowadzeniem oficjalnej dwujęzyczności, budową państwa opartego na dwóch społecznościach: rosyjskiej i łotewskiej. W 2014 partia wsparła zajęcie Krymu przez wojska rosyjskie.